# Antônio Cardoso (músico)

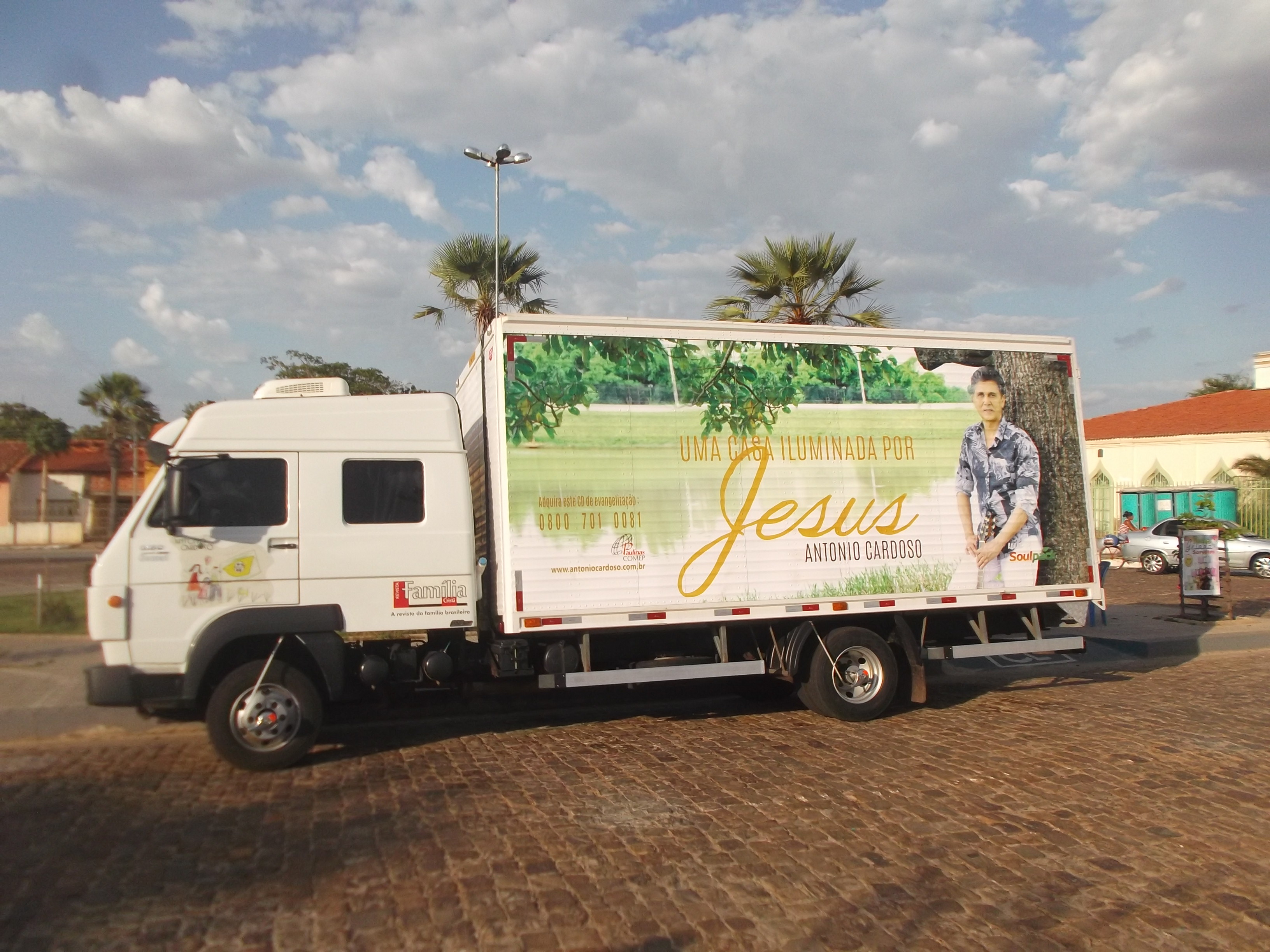
Caminhão-estúdio que a equipe do cantor usa para os shows.

Antônio Cardoso  (Miguel,  07 de fevereiro  de 1957) é um cantor e compositor brasileiro de  músicas cristãs, particularmente, de música católica.

## Biografia
Filho de Antonio Silva de Carvalho e Sílvia Cardoso de Carvalho nasceu em Miguel Calmon, na Bahia. Aprendeu a cultura musical com o pai que era músico e a partir de 1975 passou a residir em São Paulo e em seguida como músico foi apoiado pelo Padre Zezinho. Inicialmente fez parte de Lp's  nas Edições Paulinas e desde 1979 iniciou carreira solo; De 1986 até 1989 pausou a carreira de gravações para fazer shows pelo Brasil.

## Discografia
Lista a completar:
- Direitos de Menino, 1979
- Migrante, 1980, (primeiro LP solo)
- Histórias da gente, 1981
- Teimosia, 1982
- Trilhos de fé, 1985
- Antonio Cardoso, 1989, com a participação de Padre Zezinho
- Juntos, 1990
- Quando se vive um grade amor, 1991, em dupla com o Padre Zezinho
- Diante de ti, 1992
- Amor de pai, 1993
- Antonio Cardoso, 1994
- Aprendiz, 1996, com produção do Padre Zezinho
- Juntos, 1998
- Quando se vive um grande amor, 2001
- Amor de pai, 2007
- Diante de ti, 2004
- Pede um amor às estrelas, 2010
- Coletânea, 2012
- Uma casa iluminada por Jesus 2015

## Troféu Louvemos o Senhor
Em 2016 foi um dos vencedores da oitava edição do Troféu Louvemos o Senhor com as cações litúrgicas: "Na Tua Presença, Senhor" e “Uma Casa Iluminada por Jesus”, na categoria compositor.